# عندما يكتب الإله قصة حبك (كتاب)
عندما يكتب الإله قصة حبك: الفرع النهائي للعلاقة بين الولد والبنت (بالإنجليزية: When God Writes Your Love Story) كتاب لعام 1999 للكاتب إيرك وليسلي لودي الزوجان الأمريكيان. بعد أن احتل الكتاب المراكز الأكثر مبيعًا ضمن الكتب المسيحية أُعيد نشر الكتاب في عام 2004 ثم تمت مراجعته وتوسيعه في عام 2009.يحكي الكتاب المقابلة الأولي للزوجين وعلاقتهما ببعض وزواجهما. ينصح الكاتب القراء بأن لا يكونوا عاطفيين مع الآخرين بل انتظر الزوج الذي كتبه الإله لك. قام لوديس بحزم الطبعة الأولي مزودة بإسطوانة مدمجة مع أغنية «بأمانة» التي كُتبت خصيصًا لتُرفق بالكتاب.
ينقسم الكتاب إلي خمسة أقسام وستة عشر فصلًا. كل فصل مكتوب من خلال وجهة نظر أحد المؤلفين، كتب اريك تسعة فصول بينما كتبت ليزلي سبعة فصول بالإضافة إلي المقدمة. يري لوديس أن الحب لشخص ما يجب أن يرشد ويتبع بعلاقة مع الله. كتبت ليزلي أن الله يقدم بداية جديدة ويعطي فرصة لهؤلاء الساقطين أو الضحايا التي تم الاعتداء عليها.
كتب مؤلفان مسيحيين آخرين أمثال مارك مطلق وجيسون ايفرت نسخة عالية من «عندما يكتب الإله قصة حبك». قارن ليا أندرو «عندما يكتب الإله قصة حبك» بالعديد من الكتب المسيحية المشهورة التي تقدم بدائل عديدة في التاريخ والتي تشمل